# Julien Cools
Julien Cools (Retie, 1947. február 13. –) Európa-bajnoki ezüstérmes belga labdarúgó, középpályás.
Részt vett az 1980-as olaszországi Európa-bajnokságon.

## Sikerei, díjai
- Az év labdarúgója Belgiumban: 1977

 Belgium
- Európa-bajnokság
  - ezüstérmes: 1980, Olaszország

 Club Brugge
- Belga bajnokság
  - bajnok: 1975–76, 1976–77, 1977–78
- Belga kupa
  - győztes: 1977
  - döntős: 1979
- Bajnokcsapatok Európa-kupája (BEK)
  - döntős: 1977–78
- UEFA-kupa
  - döntős: 1975–76